# 新礼院駅
新礼院駅（シルレウォンえき、ハングル:신례원역）は大韓民国忠清南道礼山郡にある韓国鉄道公社長項線の駅である。

## 駅構造
- 島式ホーム2面4線の地上駅。

## 駅周辺
- 新礼院初等学校
- 新礼院郵便局
- 礼山警察署新礼院新巖派出所

## 沿革
- 1922年6月15日 - 無配置簡易駅として営業開始
- 1935年3月1日 - 普通駅に昇格されるとともに駅舎新築
- 1968年5月1日 - 駅舎着工
- 1968年11月1日 - 駅舎竣工
- 1992年6月10日 - 貨物取り扱い中止
- 2007年6月1日 - セマウル号が当駅に(上下1編成ずつ)停車開始
- 2007年12月21日 - 長項線の移設によりホームが100m前進
- 2008年10月17日 - 現行の駅舎新築 (新礼院里323-2番地→新礼院里244-2番地)
- 2010年12月30日 - 貨物取扱停止
- 2015年5月29日 - 貨物取扱再開

## 隣の駅
韓国鉄道公社
長項線
道高温泉駅 - 新礼院駅 - 礼山駅